# Aenigmaticum mexicanum
Aenigmaticum mexicanum là một loài bọ cánh cứng trong họ Corylophidae. Loài này được Pakaluk miêu tả khoa học đầu tiên năm 1985.